# Зігмантас Ляндзбергіс
Зігмантас Ляндзбергіс (лит. Zigmantas Liandzbergis; 1 квітня 1929, Кельме — 19 січня 1993, Вільнюс) — литовський інженер-архітектор, лауреат Премії Ради Міністрів РСР (1972), лауреат Державної премії Литовської РСР (1967, 1973), заслужений архітектор Литовської РСР (1979).

## Біографія
Закінчив гімназію в Кельме, потім, у 1953 році, Каунаський політехнічний інститут (нині Каунаський технологічний університет). У 1953-1992 роках працював в Інституті проектування міського будівництва у Вільнюсі; в 1959 — 1964 роках був керівником групи, а у 1964—1992 роках — головним архітектором.
У 1972-1976 і 1978-1992 роках викладав у Вільнюському інженерно-будівельному інституті (з 1991 року Вільнюський технічний університет Гедиміна).

## Проекти

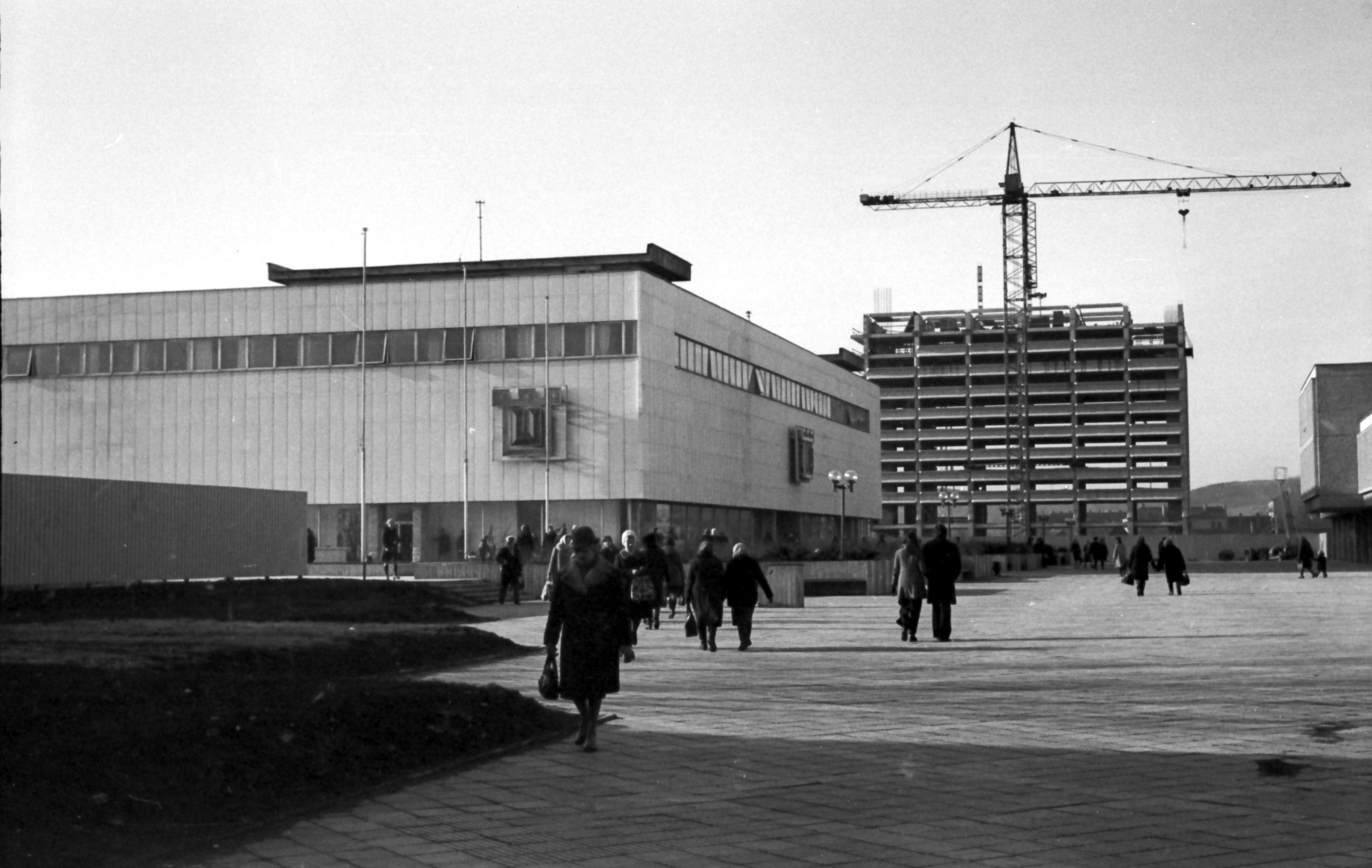
Центральний універмаг у Вільнюсі (1975)

За проектами Зігмантаса Ляндзбергіса побудовані у Вільнюсі:
- Республіканська лікарня в районі Антакальніс (1966, спільно з Едуардасом Хломаускасом)
- Клінічна лікарня (1967, спільно з Е. Хломаускасом; Державна премія Литовської РСР, 1967)
- Палац спорту (1971; спільно з Йонасом Крюкялісом і Е. Хломаускасом; Державна премія Литовської РСР, 1973)
- Центральний універмаг на правому березі річки Няріс (1974, спільно з Вітаутасом Велюсом); за радянських часів найбільший в Литовській РСР універсальний магазин з торговою площею розміром 7000 кв. м[1].
- Пологовий будинок (1977)
- Універсам «Шяшкине» (1980, спільно з Анатанасом Панавасом)
- Універсам «Жальгіріс» (1981, спільно з А. Панавасом)
- Республіканська клінічна лікарня в Сантарішкесі (1983, спільно з Хломаускасом і Регімантасом Пличюсом-Пличюрайтісом)
- Поліклініка в районі Антакальніс (1984)

У Вальникинкаї (Варенський район) за проектом Ляндзбергіса і Хломаускаса споруджено будівлю дитячого санаторію «Пушяле» (1970; премія Ради Міністрів СРСР, 1972). Автор інтер'єру кафе «Нікштукас» у Вільнюсі (спільно з Йонасом Крюкялісом; 1964, не зберігся), проекти лікарні «Швидкої допомоги» у Вільнюсі (спільно з Е. Хломаускасом), універмагу (1981) і кардіологічного реабілітаційного центру в м. Паланга (1981, спільно з А. Панавасом), проекти типових гуртожитків.

## Нагороди та звання
- 1967 — Державна (Республіканська) премія Литовської РСР
- 1972 — Премія Ради Міністрів СРСР
- 1973 — Державна премія Литовської РСР
- 1979 — звання Заслуженого архітектора Литовської РСР